# Matrox
 (janvier 2018).
Si vous disposez d'ouvrages ou d'articles de référence ou si vous connaissez des sites web de qualité traitant du thème abordé ici, merci de compléter l'article en donnant les références utiles à sa vérifiabilité et en les liant à la section « Notes et références ».
Ne doit pas être confondu avec Maxtor.

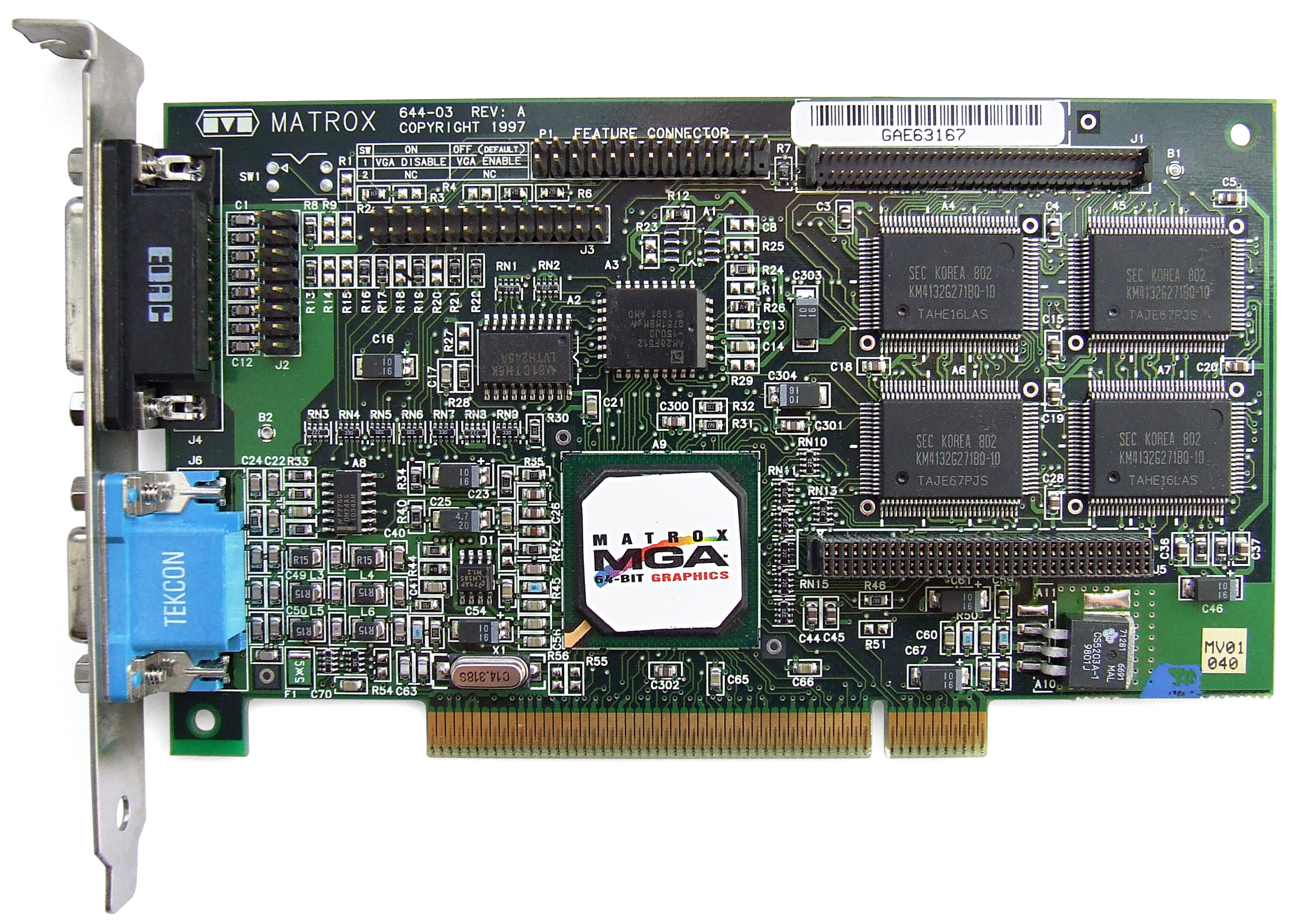
Matrox Mystique 220

Matrox est une entreprise de cartes graphiques dont le siège social est à Dorval, sur l'île de Montréal.
Fondée par M. Lorne Trottier et M. Branco Matic, Matrox est une entreprise de conception de circuits intégrés et de fabrication de cartes, dans le domaine du graphisme. Depuis 1976, Matrox conçoit des solutions matérielles et logicielles dans les domaines des produits graphiques. Matrox a des bureaux en Amérique du Nord, Asie, Europe. 
Matrox se divise en trois divisions avec chacune leur spécificité dans le marché de l'affichage, de l'acquisition vidéo et de l'imagerie.

## Statistiques
- bureaux dans quatre autres pays : Allemagne, Angleterre, Chine, Irlande
- nombre total d'employés : plus de 1000
- plus de 1000 prix d'excellence.

## Histoire
La compagnie d'origine Systèmes électroniques Matrox limited, a été fondée en 1976 à Montréal, Canada. Tout au long des années 1980, la division graphique formée au début de l'entreprise - appelée à devenir plus tard Matrox graphics - a accéléré les ordinateurs du monde des affaires et de la CAO. En 1986, l'entreprise a remporté un contrat avec l'armée américaine pour la fourniture de systèmes de formation interactive sur vidéodisque. En avril 1994, Graphiques Matrox inc. est devenue une entreprise indépendante, effectuant à l'interne toutes ses activités de recherche et conception, production, vente et marketing. En 2019, l'entreprise a annoncé que M. Lorne Trottier acquérait 100% du capital du groupe de sociétés Matrox, y compris ses trois divisions-  Matrox Imaging, Matrox Graphics, et Matrox Video.

## Les 3 divisions
- Matrox Graphics
- Matrox Video
- Matrox Imaging

## Localisation
La maison mère est située au 1055 St-Régis à Dorval, près de Montréal, Québec, au Canada.